# Randy Boone
Clyde Randy Boone (Fayetteville, 17 gennaio 1942) è un attore statunitense.

## Filmografia parziale

### Cinema
- Country Boy, regia di Joseph Kane (1966)
- Terminal Island - L'isola dei dannati (Terminal Island), regia di Stephanie Rothman (1973)
- Dr. Minx, regia di Howard Avedis (1975)
- The Wild Pair, regia di Beau Bridges (1987)

### Televisione
- It's a Man's World – serie TV, 19 episodi (1962-1963)
- Carovane verso il west (Wagon Train) – serie TV, 3 episodi (1963)
- All'ombra del ricatto – film TV (1964)
- Il virginiano (The Virginian) – serie TV, 70 episodi (1964-1966)
- Hondo – serie TV, episodi 1x01-1x02 (1967)
- Cimarron Strip – serie TV, 23 episodi (1967-1968)
- Savages – film TV (1974)
- Gunsmoke – serie TV, 1 episodio (1975)
- Racconti della frontiera (The Quest) – serie TV, 1 episodio (1976)
- Autostop per il cielo (Highway to Heaven) – serie TV, 1 episodio (1985)